# Mostviertel

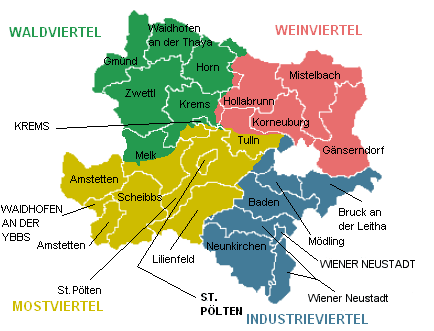
Mostviertel in het geel

Het Mostviertel is het zuidwestelijke deel van de Oostenrijkse deelstaat (Bundesland) Neder-Oostenrijk. In het noorden grenst het aan de Donau en in het zuiden en het westen respectievelijk aan de deelstaten Stiermarken en Opper-Oostenrijk. In het oosten vormt het Wienerwald de grens met het Industrieviertel, vandaar dat het Mostviertel ook wel het Viertel boven het Wienerwoud genoemd wordt.
Het Mostviertel omvat de volgende politieke districten (Bezirke):
- Amstetten
- Lilienfeld
- Melk
- Sankt Pölten-Land
- Scheibbs
- Tulln
- Waidhofen an der Ybbs